# Quatre-Septembre (Métro Paris)

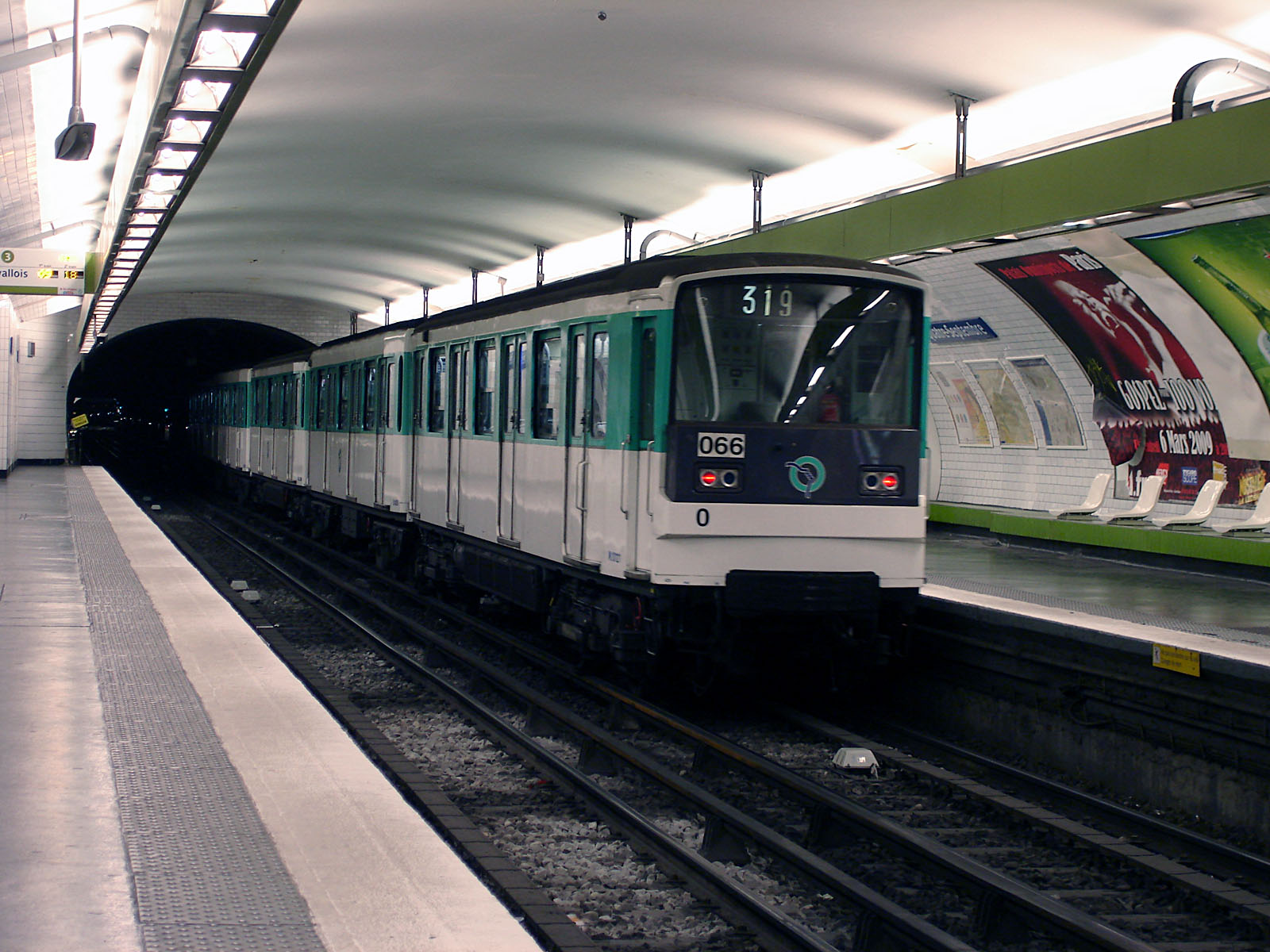
Station mit in Richtung Gallieni ausfahrendem Zug der Baureihe MF 67

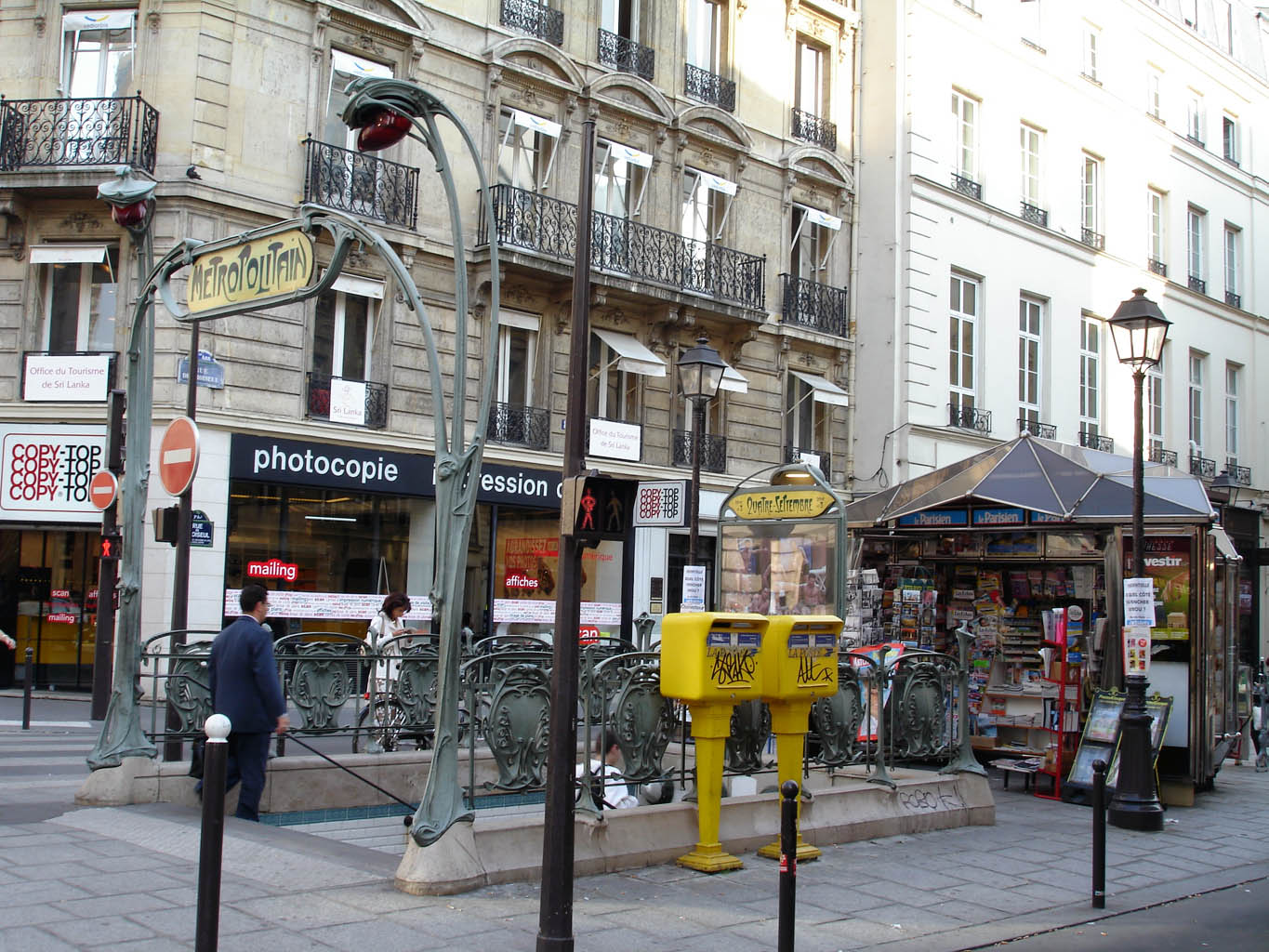
Von Hector Guimard entworfener Zugang im Stil des Art nouveau

Der U-Bahnhof Quatre-Septembre [katʁ(ə) sɛptɑ̃bʁ] ist eine unterirdische Station der Linie 3 der Pariser Métro.

## Lage
Die Station befindet sich an der Grenze des Quartier Gaillon mit dem Quartier Vivienne im 2. Arrondissement von Paris. Sie liegt längs unter der Rue du Quatre-Septembre in Höhe der kreuzenden Rue de Choiseul.

## Name
Namengebend ist die Rue du Quatre-Septembre (dt.: Straße des 4. September). Am 4. September 1870 rief Léon Gambetta die Dritte Französische Republik aus, das zweite Kaiserreich unter Napoleon III. war damit endgültig Geschichte. Am 1. April 2016 hieß die Station kurzzeitig „Premier avril“ (Erster April, ein Aprilscherz der RATP).

## Geschichte
Am 19. Oktober 1904 wurde der erste Abschnitt der Linie 3 zwischen den Stationen Villiers und Père Lachaise dem Verkehr übergeben. Die Station Quatre-Septembre ging zwei Wochen später, am 3. November 1904, in Betrieb.

## Beschreibung
Die Station weist unter einem elliptischen Deckengewölbe Seitenbahnsteige an zwei parallelen Streckengleisen auf, die gekrümmten Wände sind weiß gefliest. Sie hat die ursprüngliche Pariser Standardlänge von 75 m.
Der einzige Zugang liegt an der Rue de Choiseul, er weist das von Hector Guimard entworfene Art-nouveau-Dekor auf.

## Fahrzeuge
Die Linie 3 wurde von Anfang an mit vierachsigen Fahrzeugen auf Drehgestellen ausgestattet. Sie wurden später durch Sprague-Thomson-Züge ersetzt, die dort bis 1967 verkehrten. In jenem Jahr erhielt die Linie 3 als erste die neue, klassisch auf Stahlschienen laufende Baureihe MF 67. Diese Fahrzeuge sind dort im Jahr 2024 nach wie vor im Einsatz, ab 2028 sollen sie von Zügen der Baureihe MF 19 abgelöst werden.

## Umgebung
- Bibliothèque nationale de France (Site Richelieu-Louvois)